# Presó de Maze
La Presó de Maze (en anglès Her Majesty's Prison Maze, abreujat HM Prison Maze, La presó Maze de Sa Majestat), coneguda com a The Maze, i Long Kesh i Els Blocs H pel moviment republicà, era una presó d'Irlanda del Nord, situada vora d'una ciutat anomenada Maze, on eren detinguts els presoners paramilitars del conflicte nord-irlandès.
Aquest establiment penitenciari va ser una part fonamental de la història d'Irlanda del Nord, sobretot durant la vaga de fam de 1981.
Curiosament, en català, el mot maze significa "laberint".
La presó es va tancar l'any 2000 i la demolició va començar a l'octubre de 2006, però el 18 d'abril del 2013 es va anunciar que els blocs que queden en peu s'integraran en un centre per la pau.

## Història
L'any 1971 es va introduir l'empresonament sense judici. La policia reial de l'Ulster va arrestar 342 catòlics i es va descobrir que 104 d'aquests detinguts no tenien afiliacions paramilitars. No va ser fins més endavant que es van detenir també unionistes.
Inicialment, els detinguts es distribuïen segons els diferents moviments paramilitars separats els uns dels altres, i eren empresonats en uns barracons anomenats Nissen huts a la base aèrea de la RAF, el que va esdevenir el Centre de Detenció Long Kesh. Aviat els presos i els seus simpatitzants van lluitar per la millora de les seves condicions, lluitant pel seu estatus de presoners polítics en lloc de criminals comuns. El juliol del 1972, William Whitelaw va introduir l'Estatus de Categoria Especial (Special Category Status, en anglès) per aquells condemnats amb crims relatius a la violència civil: n'hi va haver 1.100.
L'Estatus de Categoria Especial per als presos paramilitars els va donar els mateixos privilegis que a qualsevol altre condemnat, i incloïen la lliure associació, visites extres, parcel·les de menjar i el dret de poder dur la seva pròpia roba en lloc de l'uniforme de presidiari.
Tot i així, l'Estatus de Categoria Especial va durar poc temps. Com a part del govern de "criminalització" dels presos, i coincidint amb el final de la detenció sense judici, el nou Secretari d'estat per a Irlanda del Nord Merlyn Rees, va fer finalitzar aquest estatus l'1 de març del 1976. Totes les persones acusades de terrorisme detingudes després d'aquesta data anirien als vuit nous "H-Bloks" (blocs H, per la seva forma) que s'havien construït a Long Kesh, ara oficialment anomenada Her Majesty's Prison Maze. Els presos amb la categoria especial que havien estat detinguts abans de l'1 de març continuarien instal·lats en els barracons "Nissen Huts" i seguirien gaudint de la categoria especial. El presBrendan Hughes, de l'IRA Provisional, que gaudia de la categoria especial, van ser canviats a presoner comú després d'una baralla amb els oficials de presons i posterior condemna.

## H-Blocks
Els presos detinguts per possessió il·legal d'armes i altres ofenses després de l'1 de març del 1976 van ser confinats en els "H-Blocks", així com els que protestaven degut a la derogació de l'estatus de categoria especial. Kieran Nugent va ser el primer pres a negar-se a dur l'uniforme de la presó, afirmant que els criminals comuns duien l'uniforme de presó, no els presoners polítics. Així va ser com va començar la protesta de la manta l'any 1976. Al no dur uniforme, els presos es cobrien amb les mantes. El govern britànic va negar-se a intervenir. Aviat, els oficials de les presons van negar-se que els presos sense uniforme anessin al bany. Així doncs, la protesta de la manta va escalar l'any 1978 en la protesta de la brutícia. Confinats les 24 hores a les seves cel·les, els presos van començar a escampar les seves defecacions a les parets. L'any 1979 el nou govern de Margaret Thatcher tampoc va interferir.

### Vaga de fam
Els republicans de fora la presó van fer tot el possible per cridar l'atenció dels mitjans de comunicació del que passava als "H-Blocks" de la presó de Long Kesh. Mentrestant, dins, els presos van organitzar una vaga de fam.
El 27 d'octubre del 1980 set presoners republicans van rebutjar el menjar perquè se'ls concedís l'estatus de presos polítics. Brendan Hughes era qui liderava la vaga de fam. Passats 53 dies, el desembre del mateix any, amb un dels presoners entrant i sortint del coma, la vaga es va cancel·lar. Semblava, també, que el govern conservador de Margaret Thatcher concedia les seves demandes. Però no va ser així. ´
L'1 de març del 1981 el comandant de l'IRA Provisional Bobby Sands va començar la segona vaga de fam. Cada deu dies un nou pres s'uniria a la vaga. El fet que Sands guanyés l'elecció dels comtats de Fermanagh i South Tyrone l'1 d'abril va proporcionar un ressò internacional a la lluita dels presos. Però el govern britànic es negava a negociar. Així, al cap de 66 dies, el 5 de maig del 1981 Sands moria per la vaga de fam. Fins a la finalització de la vaga de fam, l'octubre del mateix any, 10 presos de l'IRA i l'INLA van morir degut a la vaga de fam.
Eventualment es van anar reconeixent totes les demandes dels presos, excepte les de presoners polítics.

### Fugues i intents de fuga
El 25 de setembre de 1983 després de prendre el control del bloc d'alta seguretat H7 de la presó de Maze, 38 reclusos de l'IRA van fugir en una furgoneta de la presó de Maze després de mesos de preparació. Va ser la major escapada del Regne Unit i la II. Des de la Guerra Mundial, la més gran d'Europa, la vergonya del govern de Margaret Thatcher.
L'any 1997 dos presos de l'IRA van intentar escapar. Al març un va cavar un túnel a dotze metres de profunditat. Al desembre un altre pres va escapar vestit de dona aprofitant una festa de Nadal per als fills dels presos. No va ser detingut i l'any 2001 es va beneficiar de l'amnistia de presos dels acords de pau.

## Procés de pau
Els presoners van jugar un rol fonamental en el procés de pau d'Irlanda del Nord. El 9 de gener de 1998 el secretari d'estat britànic per a Irlanda del Nord va visitar presos de l'Ulster Defense Association (UDA) i Ulster Freedom Fighters (UFF), grups paramilitars unionistes contraris al procés de pau, fent-los canviar d'opinió. Així, el 10 d'abril es va signar l'Acord de Divendres Sant, en els quals els presos paramilitars dels grups que estiguessin d'acord amb el procés de pau van ser alliberats. 428 presos van ser amnistiats, i el 29 de setembre del 2000 la presó es va tancar.

## Futur
El 14 de gener del 2003 es va crear un grup que decidís l'ús del terreny de la presó, d'1,5 km². Es van proposar des d'un museu, un poliesportiu, un hotel, etc.
El gener del 2006 es va proposar construir-ho tot incloent-hi un estadi per al rugbi i jocs gaèlics. L'octubre del 2006 va començar la demolició de la presó, però el gener del 2009 es va cancel·lar el projecte amb els polítics dient que no s'hi començaria a construir fins a l'any 2012.
Elements com l'hospital de la presó i part dels "H-Blocks" segueixen en peu i serien protegits per a la construcció d'un centre d'interpretació del conflicte. Els republicans, amb Martin McGuinness al capdavant hi estan d'acord, mentre que els unionistes s'hi oposen, pel temor que s'exalci l'IRA".